# Somalija
Somalija je država u istočnoj Africi u regiji znanoj kao "Rog Afrike" na obali Indijskog oceana. Na sjeverozapadu graniči s Džibutijem, na zapadu s Etiopijom i s Kenijom na jugozapadu. Somalija je jedno od rijetkih područja svijeta bez organizirane vlasti.

## Zemljopis
Somalijska je obala s 2720 km najdulja na afričkom kontinentu. Sjeverni dio zemlje brdovit je s nadmorskim visinama od 1000 do 2000 m (somalijska visoravan), a središnja i južna područja su ravna s prosječnom visinom ispod 200 m. Rijeke Džuba i Šebele izviru u Etiopiji i teku prema jugu u Indijski ocean, ali ga Shebelle ne dostiže, osim u kišnom razdoblju.
Klima je obilježena visokim temperaturama tijekom cijele godine, sezonskim monsunima i nepravilnom raspodjelom oborina s čestim razdobljima suša. Srednji dnevni temperaturni maksimum je od 30 do 40°C, osim na uzvisinama i duž istočne obale. Srednji dnevni minimum kreće se između 15 i 30°C.

## Povijest
Područje današnje Somalije u kolonijalnom je razdoblju bilo podijeljeno između Velike Britanije koja je držala sjeverni dio, i Italije u čijem je posjedu bio ostatak. Britanski Somaliland postao je neovisan 2. lipnja 1960., a 1. srpnja oba su dijela ujedinjena u neovisnu Somaliju.
Prvi predsjednik neovisne Somalije bio je Aden Abdullah Osman Daar.
Prve godine nakon neovisnosti obilježila je borba za ujedinjenje područja naseljenih somalijskom manjinom u susjednoj Keniji i Etiopiji s maticom što je dovelo do pogoršanja odnosa sa susjedima i zemljama Zapada te približavanja Sovjetskom Savezu. Nakon kaotičnih izbora 1969. i političke krize koja je uslijedila vlast je vojnim udarom preuzeo general Mohammed Siad Barre. Uveo je izrazito represivnu vojnu diktaturu. On je proklamirao politiku "znanstvenog socijalizma" i osnažio veze sa Sovjetima i arapskim zemljama. Sovjetska podrška njegovom ekspanzionizmu opala je nakon dolaska na vlast socijalista Mengistua u Etiopiji tako da je ova 1978. povratila sve izgubljene teritorije.
Uskoro se Somalija našla na udaru pobunjeničkih grupa s bazama u Etiopiji, a 1988., nakon potpisivanja dogovora prema kojem su se somalijski susjedi obvezali na prekid pomoći pobunjenicima, oni su se preselili u samu Somaliju i tamo započeli građanski rat koji, s manjim prekidima, traje do danas. Godine 1991. sjeverni je dio, bivši britanski Somaliland, proglasio neovisnost uspijevajući, iako međunarodno nepriznat, očuvati relativnu stabilnost. Ostatak Somalije potonuo je u kaos i borbe pojedinih dobro naoružanih klanova i vojnih vođa. Američke i europske mirovne snage su se nakon invazije 1993. i neizdrživo velikih gubitaka morale povući. Pokušaji osnivanja nove vlade ostali su bez uspjeha.
Od svrgavanja Barrea 1991. godine, nije bilo mira u Somaliji.

## Stanovništvo
Za afričku zemlju Somalija je neuobičajeno etnički homogena; čak 85% stanovništva čine etnički Somalijci koji su, međutim, podijeljeni u mnoge klanove, povijesno sukobljene oko oskudnih prirodnih resursa. Gotovo svi stanovnici po vjeroispovijesti su muslimani. Osim službenog somalskog, u upotrebi su i arapski, engleski i talijanski jezik.

## Gospodarstvo
Zbog potpunog nedostatka državne kontrole somalijsko je gospodarstvo jedno od najliberalnijih na svijetu; ipak, Somalija je jedna od najsiromašnijih svjetskih zemalja: socijalni, zdravstveni i obrazovni sustav gotovo da i ne postoje. Većina stanovnika bavi se nomadskim stočarstvom. Zanimljivo je da Somalija zbog odsutnosti državne regulative ima jedan od najpropulzivnijih telekomunikacijskih sektora u regiji. Od valuta, najviše se koristi američki dolar. Nema središnje nacionalne banke pa neke tvrtke i vlastodršci tiskaju vlastiti novac. Značajan izvor prihoda Somalijaca predstavljaju i doznake mnogobrojne dijaspore.
BDP je za 2004. procijenjen na 600 USD po stanovniku (mjereno po PPP-u).